# Sleidinge
Sleidinge és un antic municipi de Bèlgica a la província de Flandes Oriental. L'1 de gener de 1977 va fusionar amb Evergem.
Es troba en una antiga zone de maresme humid, desguassat pel Lieve, Brakeleike i el canal Sleidingsvaardeke, que desguassen al Canal Gant-Terneuzen. Té una estació de ferrocarril de la línia 58 Gant-Eeklo.

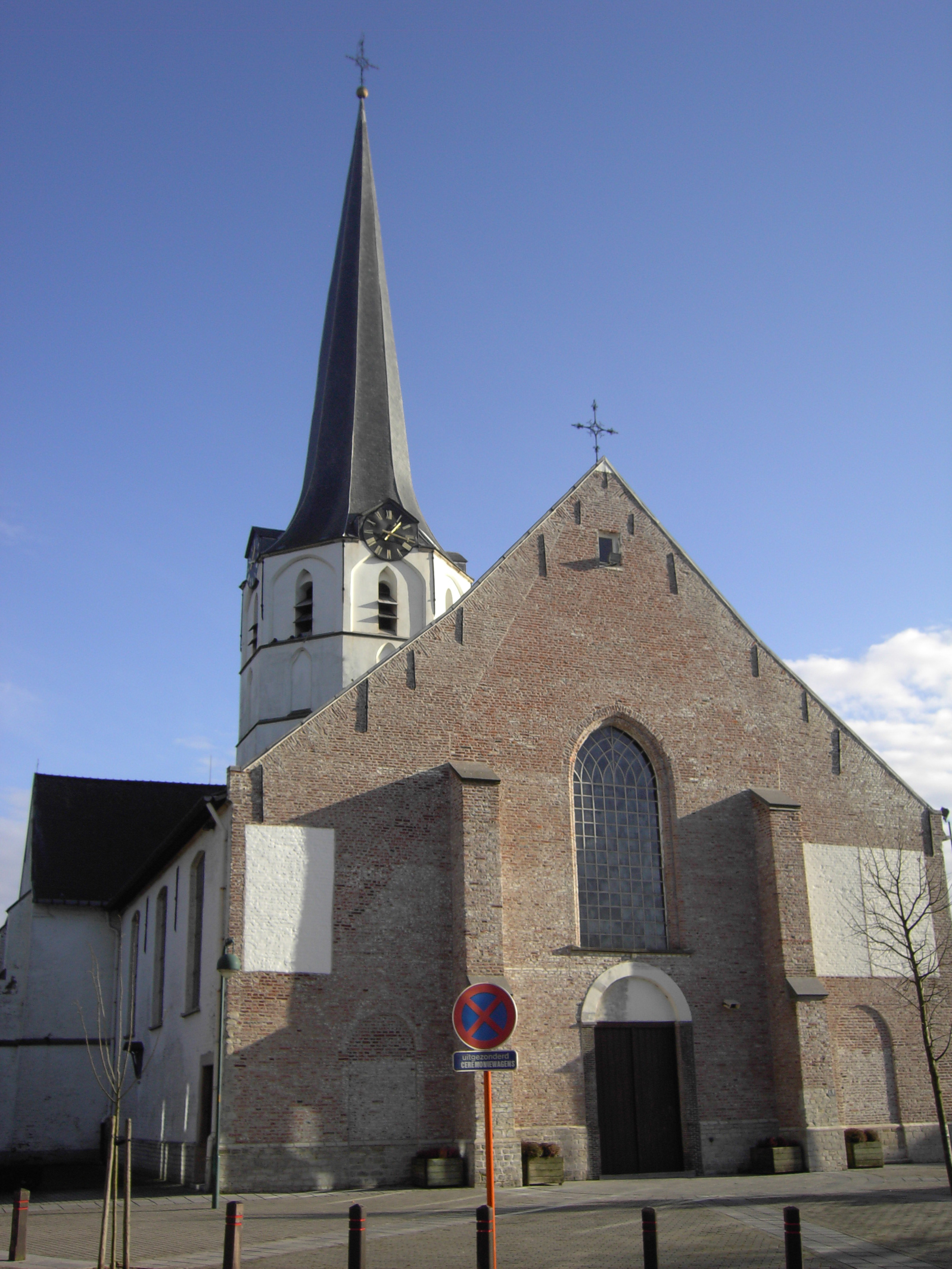
Església parroquial

Al segle vii, el rei merovingí Dagobert I va cedir tota la zona a l'abadia de Sant Bavó de Gant. Un primer esment escrit del nom Scleidingha als arxius del capítol de l'església de Sant Faraïlda de Gant (Sint Veerle) data de l'any 1120. Era una zona baixa de bosc de ribera i de landa humida, que feia part de la parròquia d'Evergem.

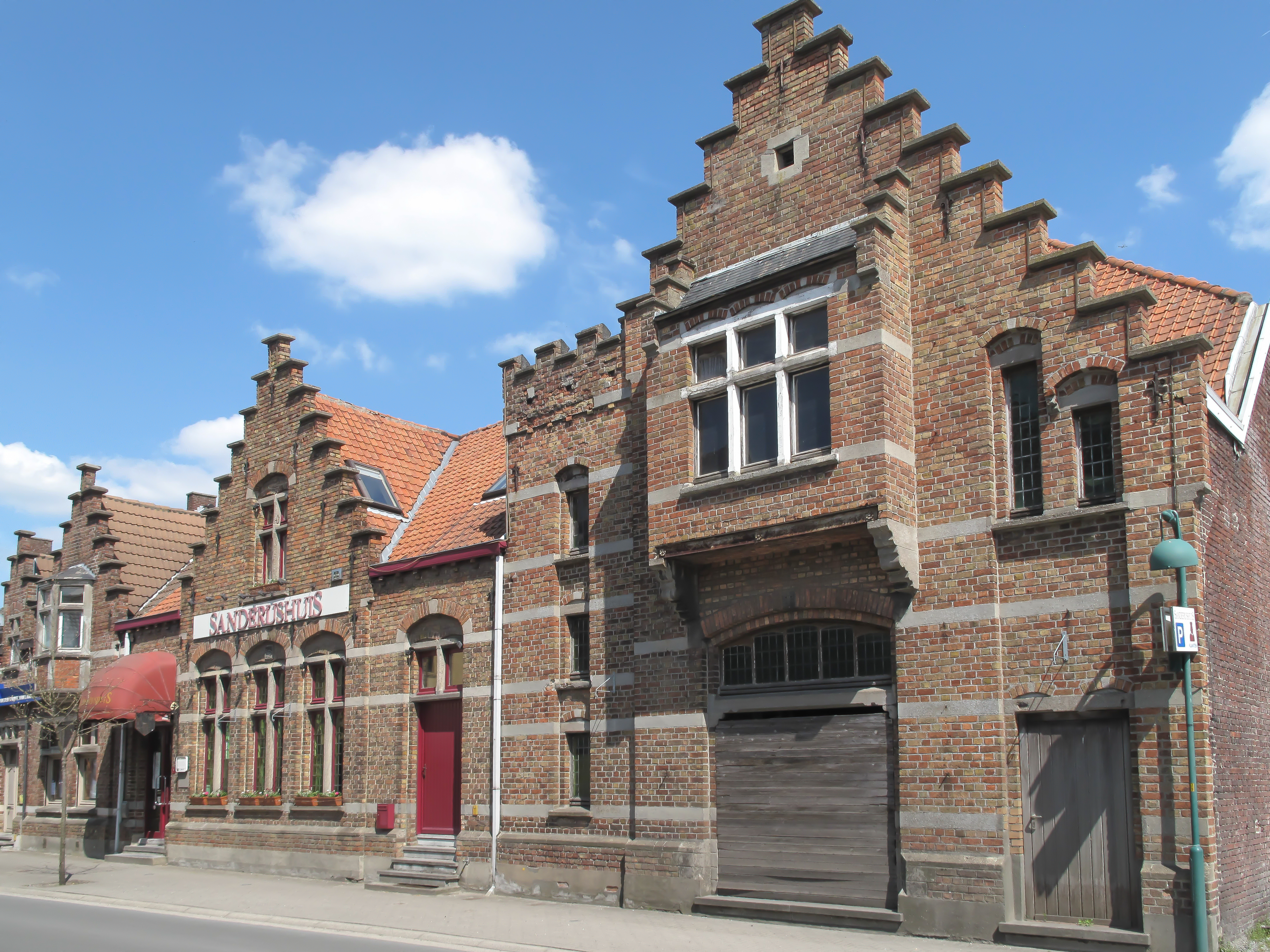
Casa Sanderus, monument llistat

Al segle xiii era dividit en dues parts, la part oriental, Sleidinge-Sint-Baafs era un feu de la nissaga dels de Gavere, que el van vendre a l'abadia de Sant Bavó, la part occidental Sleidinge-Keure pertanyia als comtes de Flandes. Margarida II de Flandes va atorgar a la població el dret d'explotar les terres de landa humida. Com la majoria dels pobles rurals, durant l'antic règim va patir les exaccions de les tropes, cada vegada que hi havia una batalla o una guerra. Durant la «Guerra de la Sal», un conflicte de la ciutat de Gant contra Felip III de Borgonya sobre la gabella, les tropes borguinyons, conduïdes per Lluís de Gruuthuse van malmetre Sleidinge. El 1560, Felip II de Castella i comte de Flandes va cedir els drets de la seva part al capítol de la Catedral de Sant Bavó. Quan les tropes del rei de França Lluís XIV van assetjar Gant del 1678, altra vegada van malmetre el poble.
La reforma administrativa després de l'ocupació francesa el 1794 va crear el municipi, que aleshores tenia uns 5000 habitants. Fins aleshores, la principal activitat econòmica era l'agricultura. Després de la revolució industrial, s'hi van crear unes fàbriques de tèxtil i també hi havia molts de petits tallers casaners de treballadors a sou.
Persones
- L'historiador Antoon Sanders (1586-1674), més conegut amb el seu nom llatinitzat Antonius Sanderus va ser rector de Sleidinge
- Wilfried Martens (1936-2013), primer ministre de Bèlgica

Llocs d'interés
- El pantà, reserva d'aigua potable de la ciutat de Gant
- L'església dels sants Jordi i Godelieve